# Mareas vivas
Mareas vivas fou una sèrie de televisió emesa per la TVG a Galícia entre 1998 i 2002, creada per Antón Reixa i produïda per Voz Audiovisual i Zopilote.
Va ser el major èxit de la Televisión de Galicia i els seus personatges es van fer molt populars tant a Galícia com a Espanya, com és el cas de Luis Tosar. La sèrie va fer història per emprar una llengua popular, dialectalment pròpia del gallec de la Costa da Morte. Es va gravar principalment a Laxe, que a la sèrie pren el nom fictici de Portozás.
La sèrie es va emetre també a Telemadrid (només 9 episiodis) i a l'ETB.

## Argument
La sèrie reflecteix la realitat de Portozás, una vila marinera gallega situada a la Costa da Morte. Les trames estan relacionades amb temes de caràcter costumista, com naufragis mariners, disputes per les propietats de les terres, llegendes religioses i històriques o enfrontaments amb la vila més propera.

## Personatges
- Luís Tosar és Andrés Domínguez, jutge de Portozás.
- Isabel Blanco és María Ares, caixera del supermercat.
- Luís Zahera és Celso Álvarez Puga "Petróleo", amo del bar de la confraria de pescadors.
- Camila Bossa és Belinda Romero, immigrant dominicana.
- Sonia Castelo és Berta Díaz, metgessa.
- Mela Casal és Celia Rei, alcaldessa.
- Tuto Vázquez és Ramón Couto, constructor i cacic de la vila.
- Carlos Blanco és Ladislao Couto, advocat i fill de Ramón.
- María Louro és Paula Couto, filla de Ramón.
- Xosé Manuel Olveira "Pico" és Don Amancio, mossèn.
- Martiño Rivas és Dani.